# Colina Măzărache

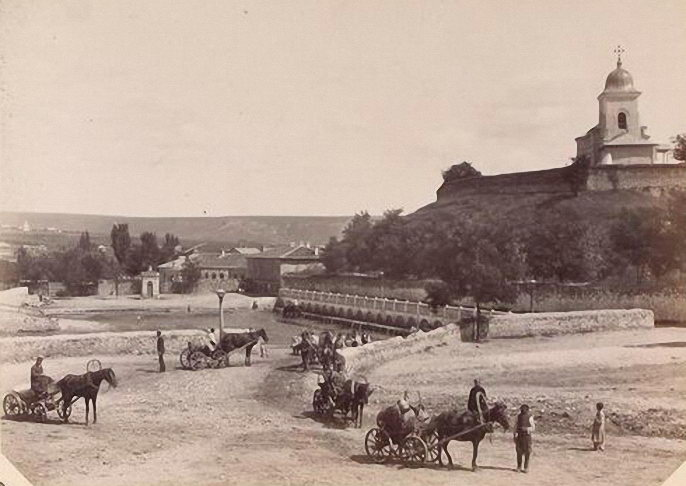
Poalele Colinei Măzărache cu vedere spre biserica Naşterea Maicii Domnului. Imagine de la sfârsitul sec. XIX.

Colina Măzărache este una dintre cele șapte coline ale Chișinăului. 
Își trage numele de la Vasile Măzărache, ctitorul bisericii Nașterea Maicii Domnului (numită și biserica Măzărache), situată pe această colină. 
La poalele Colinei Măzărachi se spune că ar fi curs izvorul amintit în hrisovul ce atestă pentru prima oară Chișinăul. 
Lângă apele naturale din preajma Colinei Măzărachi s-au construit primele case ale Chișinăului.